# IC 3304
IC 3304 је галаксија у сазвјежђу Береникина коса која се налази на листи објеката дубоког неба у Индекс каталогу.
Деклинација објекта је + 25° 25' 25" а ректасцензија 12h 25m 11,7s. Привидна величина (магнитуда) објекта IC 3304 износи 16,2 а фотографска магнитуда 17,0.